# ويس كينغدون
ويس كينغدون (بالإنجليزية: Wes Kingdon)‏ هو لاعب كرة قاعدة أمريكي، ولد في 4 يوليو 1900 في لوس أنجلوس في الولايات المتحدة، وتوفي في 19 أبريل 1975.

## وصلات خارجية
- ويس كينغدون على موقعبيزبول رفرنس.كوم (الدوري الرئيسي) (الإنجليزية)